# 烏克蘭卡 (科布萊韋市鎮)
烏克蘭卡（烏克蘭語：Українка），是烏克蘭南部尼古拉耶夫州尼古拉耶夫區科布萊韋市鎮的村落。始建於1924年，面積2.17平方公里，海拔高度7米，2001年人口715，人口密度每平方公里329.5人。